# Luise Greger
Luise Sumpf Greger (Greifswald, Alemania, 27 de diciembre de 1862-Kloster Merxhausen, 25 de enero de 1944) fue una compositora y pianista alemana.

## Biografía
Comenzó a recibir clases de piano a los cinco años y a los nueve tocó para el Zar. Empezó a componer a los once años. Siguió componiendo hasta cumplir los setenta, y en 1934 su cuento de Navidad musical "Chica Ganso" llamó la atención. En 1944 fue asesinada por la Alemania Nazi. Algunos de sus descendientes son estadounidenses, de ahí que se celebre un "Festival de Música Kuise Greger" en el Estado de Washington.